# Liste der Nummer-eins-Hits in den USA (1974)
Dies ist eine Liste der Nummer-eins-Hits in den von Billboard ermittelten Charts in den USA (Hot 100) im Jahr 1974. In diesem Jahr gab es fünfunddreißig Nummer-eins-Singles und vierundzwanzig Nummer-eins-Alben.

## Singles
| ← 1973 ← | Liste der Nummer-eins-Hits in den USA | Liste der Nummer-eins-Hits in den USA      | Liste der Nummer-eins-Hits in den USA                          | 1975 →                    |
| \| Zeitraum \| Wo. ges. \| Interpret \| Titel Autor(en) \| Zusätzliche Informationen \| \| (Zeitraum, Wochen auf Platz eins, Interpret, Titel, Autor[en], zusätzliche Informationen) \| \| \| \| \| \| ----------------------------------------------------------------------------------------- \| -------- \| ------------------------------------------ \| ----------------------------------------------------------------- \| ------------------------- \| \| 29. Dezember 1973 – 11. Januar 1974 2 Wochen (insgesamt 2) \| 2 \| Jim Croce \| Time in a Bottle[1] Jim Croce \| - \| \| 12. Januar 1974 – 18. Januar 1974 1 Woche (insgesamt 1) \| 1 \| Steve Miller Band \| The Joker[2] Steve Miller \| - \| \| 19. Januar 1974 – 25. Januar 1974 1 Woche (insgesamt 1) \| 1 \| Al Wilson \| Show and Tell[3] Jerry Fuller \| - \| \| 26. Januar 1974 – 1. Februar 1974 1 Woche (insgesamt 1) \| 1 \| Ringo Starr \| You’re Sixteen[4] Robert B. Sherman, Richard M. Sherman \| - \| \| 2. Februar 1974 – 8. Februar 1974 1 Woche (insgesamt 3) \| 3 \| Barbra Streisand \| The Way We Were[5] Marvin Hamlisch, Alan Bergman, Marilyn Bergman \| - \| \| 9. Februar 1974 – 15. Februar 1974 1 Woche (insgesamt 1) \| 1 \| The Love Unlimited Orchestra \| Love’s Theme[6] Barry White \| - \| \| 16. Februar 1974 – 1. März 1974 2 Wochen (insgesamt 3) \| 3 \| Barbra Streisand \| The Way We Were Marvin Hamlisch, Alan Bergman, Marilyn Bergman \| - \| \| 2. März 1974 – 22. März 1974 3 Wochen (insgesamt 3) \| 3 \| Terry Jacks \| Seasons in the Sun[7] Jacques Brel, Rod McKuen \| - \| \| 23. März 1974 – 29. März 1974 1 Woche (insgesamt 1) \| 1 \| Cher \| Dark Lady[8] John Durrill \| - \| \| 30. März 1974 – 5. April 1974 1 Woche (insgesamt 1) \| 1 \| John Denver \| Sunshine on My Shoulders[9] John Denver, Dick Kniss, Mike Taylor \| - \| \| 6. April 1974 – 12. April 1974 1 Woche (insgesamt 1) \| 1 \| Blue Swede \| Hooked on a Feeling[10] Mark James \| - \| \| 13. April 1974 – 19. April 1974 1 Woche (insgesamt 1) \| 1 \| Elton John \| Bennie and the Jets[11] Elton John, Bernie Taupin \| - \| \| 20. April 1974 – 3. Mai 1974 2 Wochen (insgesamt 2) \| 2 \| MFSB feat. The Three Degrees \| TSOP (The Sound of Philadelphia)[12] Kenneth Gamble, Leon A. Huff \| - \| \| 4. Mai 1974 – 17. Mai 1974 2 Wochen (insgesamt 2) \| 2 \| Grand Funk \| The Loco-Motion[13] Gerry Goffin, Carole King \| - \| \| 18. Mai 1974 – 7. Juni 1974 3 Wochen (insgesamt 3) \| 3 \| Ray Stevens \| The Streak[14] Ray Stevens \| - \| \| 8. Juni 1974 – 14. Juni 1974 1 Woche (insgesamt 1) \| 1 \| Paul McCartney & Wings \| Band on the Run[15] Paul McCartney \| - \| \| 15. Juni 1974 – 28. Juni 1974 2 Wochen (insgesamt 2) \| 2 \| Bo Donaldson and the Heywoods \| Billy, Don’t Be a Hero[16] Mitch Murray, Peter Callander \| - \| \| 29. Juni 1974 – 5. Juli 1974 1 Woche (insgesamt 1) \| 1 \| Gordon Lightfoot \| Sundown[17] Gordon Lightfoot \| - \| \| 6. Juli 1974 – 12. Juli 1974 1 Woche (insgesamt 1) \| 1 \| The Hues Corporation \| Rock the Boat[18] Waldo Holmes \| - \| \| 13. Juli 1974 – 26. Juli 1974 2 Wochen (insgesamt 2) \| 2 \| George McCrae \| Rock Your Baby[19] Harry Wayne Casey, Richard Finch \| - \| \| 27. Juli 1974 – 9. August 1974 2 Wochen (insgesamt 2) \| 2 \| John Denver \| Annie’s Song[20] John Denver \| - \| \| 10. August 1974 – 16. August 1974 1 Woche (insgesamt 1) \| 1 \| Roberta Flack \| Feel Like Makin' Love[21] Gene McDaniels \| - \| \| 17. August 1974 – 23. August 1974 1 Woche (insgesamt 1) \| 1 \| Paper Lace \| The Night Chicago Died[22] Mitch Murray, Peter Callander \| - \| \| 24. August 1974 – 13. September 1974 3 Wochen (insgesamt 3) \| 3 \| Paul Anka with Odia Coates \| (You’re) Having My Baby[23] Paul Anka \| - \| \| 14. September 1974 – 20. September 1974 1 Woche (insgesamt 1) \| 1 \| Eric Clapton \| I Shot the Sheriff[24] Bob Marley \| - \| \| 21. September 1974 – 27. September 1974 1 Woche (insgesamt 1) \| 1 \| Barry White \| Can’t Get Enough of Your Love, Babe[25] Barry White \| - \| \| 28. September 1974 – 4. Oktober 1974 1 Woche (insgesamt 1) \| 1 \| Andy Kim \| Rock Me Gently[26] Andy Kim \| - \| \| 5. Oktober 1974 – 18. Oktober 1974 2 Wochen (insgesamt 2) \| 2 \| Olivia Newton-John \| I Honestly Love You[27] Jeff Barry, Peter Allen \| - \| \| 19. Oktober 1974 – 25. Oktober 1974 1 Woche (insgesamt 1) \| 1 \| Billy Preston \| Nothing from Nothing[28] Billy Preston, Bruce Fisher \| - \| \| 26. Oktober 1974 – 1. November 1974 1 Woche (insgesamt 1) \| 1 \| Dionne Warwick & The Spinners \| Then Came You[29] Sherman Marshall, Philip Pugh \| - \| \| 2. November 1974 – 8. November 1974 1 Woche (insgesamt 1) \| 1 \| Stevie Wonder \| You Haven’t Done Nothin’[30] Stevie Wonder \| - \| \| 9. November 1974 – 15. November 1974 1 Woche (insgesamt 1) \| 1 \| Bachman-Turner Overdrive \| You Ain’t Seen Nothing Yet[31] Randy Bachman \| - \| \| 16. November 1974 – 22. November 1974 1 Woche (insgesamt 1) \| 1 \| John Lennon & The Plastic Ono Nuclear Band \| Whatever Gets You thru the Night[32] John Lennon \| - \| \| 23. November 1974 – 6. Dezember 1974 2 Wochen (insgesamt 2) \| 2 \| Billy Swan \| I Can Help[33] Billy Swan \| - \| \| 7. Dezember 1974 – 20. Dezember 1974 2 Wochen (insgesamt 2) \| 2 \| Carl Douglas \| Kung Fu Fighting[34] Carl Douglas \| - \| \| 21. Dezember 1974 – 27. Dezember 1974 1 Woche (insgesamt 1) \| 1 \| Harry Chapin \| Cat’s in the Cradle[35] Harry Chapin, Sandra Chapin \| - \| |                                       |                                            |                                                                |                           |
| ← 1973 |                                       |                                            |                                                                | → 1975 →                  |
| Zeitraum | Wo. ges.                              | Interpret                                  | Titel Autor(en)                                                | Zusätzliche Informationen |
| (Zeitraum, Wochen auf Platz eins, Interpret, Titel, Autor[en], zusätzliche Informationen) |                                       |                                            |                                                                |                           |
| 29. Dezember 1973 – 11. Januar 1974 2 Wochen (insgesamt 2) | 2                                     | Jim Croce                                  | Time in a Bottle Jim Croce                                     | -                         |
| 12. Januar 1974 – 18. Januar 1974 1 Woche (insgesamt 1) | 1                                     | Steve Miller Band                          | The Joker Steve Miller                                         | -                         |
| 19. Januar 1974 – 25. Januar 1974 1 Woche (insgesamt 1) | 1                                     | Al Wilson                                  | Show and Tell Jerry Fuller                                     | -                         |
| 26. Januar 1974 – 1. Februar 1974 1 Woche (insgesamt 1) | 1                                     | Ringo Starr                                | You’re Sixteen Robert B. Sherman, Richard M. Sherman           | -                         |
| 2. Februar 1974 – 8. Februar 1974 1 Woche (insgesamt 3) | 3                                     | Barbra Streisand                           | The Way We Were Marvin Hamlisch, Alan Bergman, Marilyn Bergman | -                         |
| 9. Februar 1974 – 15. Februar 1974 1 Woche (insgesamt 1) | 1                                     | The Love Unlimited Orchestra               | Love’s Theme Barry White                                       | -                         |
| 16. Februar 1974 – 1. März 1974 2 Wochen (insgesamt 3) | 3                                     | Barbra Streisand                           | The Way We Were Marvin Hamlisch, Alan Bergman, Marilyn Bergman | -                         |
| 2. März 1974 – 22. März 1974 3 Wochen (insgesamt 3) | 3                                     | Terry Jacks                                | Seasons in the Sun Jacques Brel, Rod McKuen                    | -                         |
| 23. März 1974 – 29. März 1974 1 Woche (insgesamt 1) | 1                                     | Cher                                       | Dark Lady John Durrill                                         | -                         |
| 30. März 1974 – 5. April 1974 1 Woche (insgesamt 1) | 1                                     | John Denver                                | Sunshine on My Shoulders John Denver, Dick Kniss, Mike Taylor  | -                         |
| 6. April 1974 – 12. April 1974 1 Woche (insgesamt 1) | 1                                     | Blue Swede                                 | Hooked on a Feeling Mark James                                 | -                         |
| 13. April 1974 – 19. April 1974 1 Woche (insgesamt 1) | 1                                     | Elton John                                 | Bennie and the Jets Elton John, Bernie Taupin                  | -                         |
| 20. April 1974 – 3. Mai 1974 2 Wochen (insgesamt 2) | 2                                     | MFSB feat. The Three Degrees               | TSOP (The Sound of Philadelphia) Kenneth Gamble, Leon A. Huff  | -                         |
| 4. Mai 1974 – 17. Mai 1974 2 Wochen (insgesamt 2) | 2                                     | Grand Funk                                 | The Loco-Motion Gerry Goffin, Carole King                      | -                         |
| 18. Mai 1974 – 7. Juni 1974 3 Wochen (insgesamt 3) | 3                                     | Ray Stevens                                | The Streak Ray Stevens                                         | -                         |
| 8. Juni 1974 – 14. Juni 1974 1 Woche (insgesamt 1) | 1                                     | Paul McCartney & Wings                     | Band on the Run Paul McCartney                                 | -                         |
| 15. Juni 1974 – 28. Juni 1974 2 Wochen (insgesamt 2) | 2                                     | Bo Donaldson and the Heywoods              | Billy, Don’t Be a Hero Mitch Murray, Peter Callander           | -                         |
| 29. Juni 1974 – 5. Juli 1974 1 Woche (insgesamt 1) | 1                                     | Gordon Lightfoot                           | Sundown Gordon Lightfoot                                       | -                         |
| 6. Juli 1974 – 12. Juli 1974 1 Woche (insgesamt 1) | 1                                     | The Hues Corporation                       | Rock the Boat Waldo Holmes                                     | -                         |
| 13. Juli 1974 – 26. Juli 1974 2 Wochen (insgesamt 2) | 2                                     | George McCrae                              | Rock Your Baby Harry Wayne Casey, Richard Finch                | -                         |
| 27. Juli 1974 – 9. August 1974 2 Wochen (insgesamt 2) | 2                                     | John Denver                                | Annie’s Song John Denver                                       | -                         |
| 10. August 1974 – 16. August 1974 1 Woche (insgesamt 1) | 1                                     | Roberta Flack                              | Feel Like Makin' Love Gene McDaniels                           | -                         |
| 17. August 1974 – 23. August 1974 1 Woche (insgesamt 1) | 1                                     | Paper Lace                                 | The Night Chicago Died Mitch Murray, Peter Callander           | -                         |
| 24. August 1974 – 13. September 1974 3 Wochen (insgesamt 3) | 3                                     | Paul Anka with Odia Coates                 | (You’re) Having My Baby Paul Anka                              | -                         |
| 14. September 1974 – 20. September 1974 1 Woche (insgesamt 1) | 1                                     | Eric Clapton                               | I Shot the Sheriff Bob Marley                                  | -                         |
| 21. September 1974 – 27. September 1974 1 Woche (insgesamt 1) | 1                                     | Barry White                                | Can’t Get Enough of Your Love, Babe Barry White                | -                         |
| 28. September 1974 – 4. Oktober 1974 1 Woche (insgesamt 1) | 1                                     | Andy Kim                                   | Rock Me Gently Andy Kim                                        | -                         |
| 5. Oktober 1974 – 18. Oktober 1974 2 Wochen (insgesamt 2) | 2                                     | Olivia Newton-John                         | I Honestly Love You Jeff Barry, Peter Allen                    | -                         |
| 19. Oktober 1974 – 25. Oktober 1974 1 Woche (insgesamt 1) | 1                                     | Billy Preston                              | Nothing from Nothing Billy Preston, Bruce Fisher               | -                         |
| 26. Oktober 1974 – 1. November 1974 1 Woche (insgesamt 1) | 1                                     | Dionne Warwick & The Spinners              | Then Came You Sherman Marshall, Philip Pugh                    | -                         |
| 2. November 1974 – 8. November 1974 1 Woche (insgesamt 1) | 1                                     | Stevie Wonder                              | You Haven’t Done Nothin’ Stevie Wonder                         | -                         |
| 9. November 1974 – 15. November 1974 1 Woche (insgesamt 1) | 1                                     | Bachman-Turner Overdrive                   | You Ain’t Seen Nothing Yet Randy Bachman                       | -                         |
| 16. November 1974 – 22. November 1974 1 Woche (insgesamt 1) | 1                                     | John Lennon & The Plastic Ono Nuclear Band | Whatever Gets You thru the Night John Lennon                   | -                         |
| 23. November 1974 – 6. Dezember 1974 2 Wochen (insgesamt 2) | 2                                     | Billy Swan                                 | I Can Help Billy Swan                                          | -                         |
| 7. Dezember 1974 – 20. Dezember 1974 2 Wochen (insgesamt 2) | 2                                     | Carl Douglas                               | Kung Fu Fighting Carl Douglas                                  | -                         |
| 21. Dezember 1974 – 27. Dezember 1974 1 Woche (insgesamt 1) | 1                                     | Harry Chapin                               | Cat’s in the Cradle Harry Chapin, Sandra Chapin                | -                         |

## Alben
| ← 1973 ← | Liste der Nummer-eins-Alben in den USA | Liste der Nummer-eins-Alben in den USA | Liste der Nummer-eins-Alben in den USA | 1975 →                    |
| \| Zeitraum \| Wo. ges. \| Interpret \| Titel \| Zusätzliche Informationen \| \| (Zeitraum, Wochen auf Platz eins, Interpret, Titel, zusätzliche Informationen) \| \| \| \| \| \| ------------------------------------------------------------------------------ \| -------- \| ---------------------------------- \| ---------------------------------- \| ------------------------- \| \| 29. Dezember 1973 – 4. Januar 1974 1 Woche (insgesamt 8) \| 8 \| Elton John \| Goodbye Yellow Brick Road[36] \| - \| \| 5. Januar 1974 – 11. Januar 1974 1 Woche (insgesamt 1) \| 1 \| The Carpenters \| The Singles: 1969–1973[37] \| - \| \| 12. Januar 1974 – 15. Februar 1974 5 Wochen (insgesamt 5) \| 5 \| Jim Croce \| You Don't Mess Around with Jim[38] \| - \| \| 16. Februar 1974 – 15. März 1974 4 Wochen (insgesamt 4) \| 4 \| Bob Dylan \| Planet Waves[39] \| - \| \| 16. März 1974 – 29. März 1974 2 Wochen (insgesamt 2) \| 2 \| Barbra Streisand \| The Way We Were[40] \| - \| \| 30. März 1974 – 12. April 1974 2 Wochen (insgesamt 3) \| 3 \| John Denver \| John Denver's Greatest Hits[41] \| - \| \| 13. April 1974 – 19. April 1974 1 Woche (insgesamt 4) \| 4 \| Paul McCartney & Wings \| Band on the Run[42] \| - \| \| 20. April 1974 – 26. April 1974 1 Woche (insgesamt 3) \| 3 \| John Denver \| John Denver's Greatest Hits \| - \| \| 27. April 1974 – 3. Mai 1974 1 Woche (insgesamt 1) \| 1 \| Chicago \| Chicago VII[43] \| - \| \| 4. Mai 1974 – 7. Juni 1974 5 Wochen (insgesamt 5) \| 5 \| Original Motion Picture Soundtrack \| The Sting[44] \| - \| \| 8. Juni 1974 – 21. Juni 1974 2 Wochen (insgesamt 4) \| 4 \| Paul McCartney & Wings \| Band on the Run \| - \| \| 22. Juni 1974 – 5. Juli 1974 2 Wochen (insgesamt 3) \| 3 \| Gordon Lightfoot \| Sundown[45] \| - \| \| 6. Juli 1974 – 12. Juli 1974 1 Woche (insgesamt 4) \| 4 \| Paul McCartney & Wings \| Band on the Run \| - \| \| 13. Juli 1974 – 9. August 1974 4 Wochen (insgesamt 4) \| 4 \| Elton John \| Caribou[46] \| - \| \| 10. August 1974 – 16. August 1974 1 Woche (insgesamt 1) \| 1 \| John Denver \| Back Home Again[47] \| - \| \| 17. August 1974 – 13. September 1974 4 Wochen (insgesamt 4) \| 4 \| Eric Clapton \| 461 Ocean Boulevard[48] \| - \| \| 14. September 1974 – 27. September 1974 2 Wochen (insgesamt 2) \| 2 \| Stevie Wonder \| Fulfillingness' First Finale[49] \| - \| \| 28. September 1974 – 4. Oktober 1974 1 Woche (insgesamt 1) \| 1 \| Bad Company \| Bad Company[50] \| - \| \| 5. Oktober 1974 – 11. Oktober 1974 1 Woche (insgesamt 1) \| 1 \| The Beach Boys \| Endless Summer[51] \| - \| \| 12. Oktober 1974 – 18. Oktober 1974 1 Woche (insgesamt 1) \| 1 \| Olivia Newton-John \| If You Love Me, Let Me Know[52] \| - \| \| 19. Oktober 1974 – 25. Oktober 1974 1 Woche (insgesamt 1) \| 1 \| Bachman-Turner Overdrive \| Not Fragile[53] \| - \| \| 26. Oktober 1974 – 1. November 1974 1 Woche (insgesamt 1) \| 1 \| Barry White \| Can't Get Enough[54] \| - \| \| 2. November 1974 – 8. November 1974 1 Woche (insgesamt 1) \| 1 \| Crosby, Stills, Nash & Young \| So Far[55] \| - \| \| 9. November 1974 – 15. November 1974 1 Woche (insgesamt 1) \| 1 \| Carole King \| Wrap Around Joy[56] \| - \| \| 16. November 1974 – 22. November 1974 1 Woche (insgesamt 1) \| 1 \| John Lennon \| Walls and Bridges[57] \| - \| \| 23. November 1974 – 29. November 1974 1 Woche (insgesamt 1) \| 1 \| The Rolling Stones \| It’s Only Rock ’n’ Roll[58] \| - \| \| 30. November 1974 – 27. Dezember 1974 4 Wochen (insgesamt 4) \| 4 \| Elton John \| Greatest Hits[59] \| - \| |                                        |                                        |                                        |                           |
| ← 1973 |                                        |                                        |                                        | → 1975 →                  |
| Zeitraum | Wo. ges.                               | Interpret                              | Titel                                  | Zusätzliche Informationen |
| (Zeitraum, Wochen auf Platz eins, Interpret, Titel, zusätzliche Informationen) |                                        |                                        |                                        |                           |
| 29. Dezember 1973 – 4. Januar 1974 1 Woche (insgesamt 8) | 8                                      | Elton John                             | Goodbye Yellow Brick Road              | -                         |
| 5. Januar 1974 – 11. Januar 1974 1 Woche (insgesamt 1) | 1                                      | The Carpenters                         | The Singles: 1969–1973                 | -                         |
| 12. Januar 1974 – 15. Februar 1974 5 Wochen (insgesamt 5) | 5                                      | Jim Croce                              | You Don't Mess Around with Jim         | -                         |
| 16. Februar 1974 – 15. März 1974 4 Wochen (insgesamt 4) | 4                                      | Bob Dylan                              | Planet Waves                           | -                         |
| 16. März 1974 – 29. März 1974 2 Wochen (insgesamt 2) | 2                                      | Barbra Streisand                       | The Way We Were                        | -                         |
| 30. März 1974 – 12. April 1974 2 Wochen (insgesamt 3) | 3                                      | John Denver                            | John Denver's Greatest Hits            | -                         |
| 13. April 1974 – 19. April 1974 1 Woche (insgesamt 4) | 4                                      | Paul McCartney & Wings                 | Band on the Run                        | -                         |
| 20. April 1974 – 26. April 1974 1 Woche (insgesamt 3) | 3                                      | John Denver                            | John Denver's Greatest Hits            | -                         |
| 27. April 1974 – 3. Mai 1974 1 Woche (insgesamt 1) | 1                                      | Chicago                                | Chicago VII                            | -                         |
| 4. Mai 1974 – 7. Juni 1974 5 Wochen (insgesamt 5) | 5                                      | Original Motion Picture Soundtrack     | The Sting                              | -                         |
| 8. Juni 1974 – 21. Juni 1974 2 Wochen (insgesamt 4) | 4                                      | Paul McCartney & Wings                 | Band on the Run                        | -                         |
| 22. Juni 1974 – 5. Juli 1974 2 Wochen (insgesamt 3) | 3                                      | Gordon Lightfoot                       | Sundown                                | -                         |
| 6. Juli 1974 – 12. Juli 1974 1 Woche (insgesamt 4) | 4                                      | Paul McCartney & Wings                 | Band on the Run                        | -                         |
| 13. Juli 1974 – 9. August 1974 4 Wochen (insgesamt 4) | 4                                      | Elton John                             | Caribou                                | -                         |
| 10. August 1974 – 16. August 1974 1 Woche (insgesamt 1) | 1                                      | John Denver                            | Back Home Again                        | -                         |
| 17. August 1974 – 13. September 1974 4 Wochen (insgesamt 4) | 4                                      | Eric Clapton                           | 461 Ocean Boulevard                    | -                         |
| 14. September 1974 – 27. September 1974 2 Wochen (insgesamt 2) | 2                                      | Stevie Wonder                          | Fulfillingness' First Finale           | -                         |
| 28. September 1974 – 4. Oktober 1974 1 Woche (insgesamt 1) | 1                                      | Bad Company                            | Bad Company                            | -                         |
| 5. Oktober 1974 – 11. Oktober 1974 1 Woche (insgesamt 1) | 1                                      | The Beach Boys                         | Endless Summer                         | -                         |
| 12. Oktober 1974 – 18. Oktober 1974 1 Woche (insgesamt 1) | 1                                      | Olivia Newton-John                     | If You Love Me, Let Me Know            | -                         |
| 19. Oktober 1974 – 25. Oktober 1974 1 Woche (insgesamt 1) | 1                                      | Bachman-Turner Overdrive               | Not Fragile                            | -                         |
| 26. Oktober 1974 – 1. November 1974 1 Woche (insgesamt 1) | 1                                      | Barry White                            | Can't Get Enough                       | -                         |
| 2. November 1974 – 8. November 1974 1 Woche (insgesamt 1) | 1                                      | Crosby, Stills, Nash & Young           | So Far                                 | -                         |
| 9. November 1974 – 15. November 1974 1 Woche (insgesamt 1) | 1                                      | Carole King                            | Wrap Around Joy                        | -                         |
| 16. November 1974 – 22. November 1974 1 Woche (insgesamt 1) | 1                                      | John Lennon                            | Walls and Bridges                      | -                         |
| 23. November 1974 – 29. November 1974 1 Woche (insgesamt 1) | 1                                      | The Rolling Stones                     | It’s Only Rock ’n’ Roll                | -                         |
| 30. November 1974 – 27. Dezember 1974 4 Wochen (insgesamt 4) | 4                                      | Elton John                             | Greatest Hits                          | -                         |